# Rio Maria
Rio Maria là một đô thị thuộc bang Pará, Brasil. Đô thị này có diện tích 4114,601 km², dân số năm 2007 là 16940 người, mật độ 4,12 người/km².